# 马尔梭大街
马尔梭大街（法語：Avenue Marceau）是法国首都巴黎第八区和十六区的一条街道，为两区的边界（第八区门牌为偶数，十六区门牌为奇数）。它始于戴高乐广场，止于威尔逊总统大街，邻近阿尔马广场。
该路得名于法国革命时期的将军弗朗索瓦·塞弗兰·马尔梭（François Séverin Marceau，1769-1796年）。第二帝国时期称为约瑟芬大道，以纪念约瑟芬·德·博阿尔内。 
该路31号为圣皮埃尔德沙约教堂（Église Saint-Pierre-de-Chaillot）。